# Land- und Stadtgericht Dirschau
Das Land- und Stadtgericht Dirschau war von 1802 bis 1849 ein preußisches Land- und Stadtgericht mit Sitz in Dirschau.

## Geschichte
Mit Reglement vom 20. August 1802 wurde für das Gebiet der Stadt Dirschau, des Amtes Subkau und des Amtes Sobbowitz das Land- und Stadtgericht Dirschau gebildet. Es gehörte zum Sprengel der Westpreußischen Regierung.
Ab 1808 war das Land- und Stadtgericht Dirschau ein Gericht 1. Klasse im Sprengel des Oberlandesgerichts Marienwerder.
Sein Gerichtsbezirk umfasste 1837 die Stadt Dirschau mit 2768 Gerichtseingesessenen und 92 Ortschaften mit 15.815 Gerichtseingesessenen (zusammen also 18.583 Gerichtseingesessene). Am Gericht waren ein Richter und fünf weitere Mitarbeiter beschäftigt. Gerichtstage wurden in Sobbowitz gehalten.
Nach der Märzrevolution wurden 1849 einheitlich Kreisgerichte gebildet. In Dirschau entstand die Gerichtskommission Dirschau des Kreisgerichts Preußisch Stargard.